# Belspel (Wallonië)
In Wallonië worden de volgende belspellen uitgezonden op televisie.

## Huidige situatie
Op de zenders van RTL worden de volgende belspellen uitgezonden geproduceerd door I-TV Shows:

### RTL-TVi
- Décrochez Gagnez
- Jeux de Nuit

### Club RTL
- Décrochez Gagnez
- Luna Park

### Presentatoren
- Pierre Bail
- Christian De Paepe
- Nadia Manfroid

### Wet voor belspelletjes
Sinds 1 januari 2007 kan de kansspelcommissie officieel controle uitoefenen op belspellen. Er verscheen in oktober 2006 in België een Koninklijk Besluit waarin een aantal voorwaarden worden opgesomd waaraan de spelen moeten voldoen:
- Meedoen aan het spel kost maximaal 2 euro (alles inbegrepen).
- Deelnemers mogen maximaal 5.000 euro per spel winnen, ook al is de jackpot groter.
- Mensen die meer dan 50 euro per dag meespelen (volumebellers), moeten een waarschuwing krijgen.
- Mensen moeten de mogelijkheid krijgen de telefoonnummers van de spelletjes te blokkeren.
- Het aantal mensen dat per tijdseenheid aan het spel deelneemt, moet op het scherm getoond worden.